# Paolo Barelli
Paolo Barelli (* 7. Juni 1954 in Rom) ist ein italienischer Politiker, Sportfunktionär und ehemaliger Schwimmsportler. Er ist zugleich Präsident des Italienischen Schwimmverbandes Federazione Italiana Nuoto (FIN) und der Ligue Européenne de Natation (LEN).

## Zeit als Schwimmer
Der 1,84 m große Bartoli nahm als Mitglied der italienischen Olympiamannschaft an den Olympischen Sommerspielen 1972 in München und 1976 in Montreal als Schmetterlings- und Freistilschwimmer teil. Sein bestes Ergebnis in Montreal war ein siebter Platz mit der 4-mal-100-Meter-Lagenstaffel. In München war er als Achtzehnjähriger Bestandteil der italienischen 4-mal-100-Meter-Freistilstaffel.
Bei seinen Teilnahmen an Schwimmweltmeisterschaften erreichte er nach 1973 in Belgrad 1975 im kolumbianischen Cali mit der 4-mal-100-Meter-Freistilstaffel eine Bronzemedaille (Italien 3:31,85 min) hinter der deutschen Silbermedaillenstaffel mit Klaus Steinbach und Peter Nocke.
Bei den Schwimmeuropameisterschaften 1974 in Wien hatte er dreimal Staffelplätze unter den ersten sechs zu verzeichnen.
Die Mittelmeerspiele 1975 in Algier erbrachten drei Medaillen, darunter eine goldene wieder in der 4-mal-100-Meter-Freistilstaffel sowie die zweite goldene im Einzelwettbewerb über 100 m Delphin.

## Politische Betätigung
Bartoli gehört der Forza Italia an und saß für drei Legislaturperioden ab 2001 bis 2013 im Senato della Repubblica, ab 2008 für das vorübergehende Parteienbündnis Il Popolo della Libertà.

## Schwimmfunktionär
Ausgehend von einer Betätigung für den römischen Spitzen-Schwimmverein Aurelia Nuoto Unicusano folgten Engagements auf nationaler und internationaler Ebene. Zum Präsidenten der in Luxemburg ansässigen Ligue Européenne de Natation (LEN) wurde Barelli am 29. September 2012 gewählt. Die Spitze der Federazione Italiana Nuoto hatte er bereits im Jahr 2000 erreicht.
Barelli ist auch Honorary Secretary der Fédération Internationale de Natation (FINA).